# Чернь (посёлок станции, Тульская область)
Чернь — посёлок станции в Чернском районе Тульской области в составе Тургеневского сельского поселения у железнодорожной линии Тула-Орёл.

## География
Находится в юго-западной части Тульской области на расстоянии приблизительно 7 км на запад-юго-запад по прямой от поселка Чернь, административного центра района.

## История

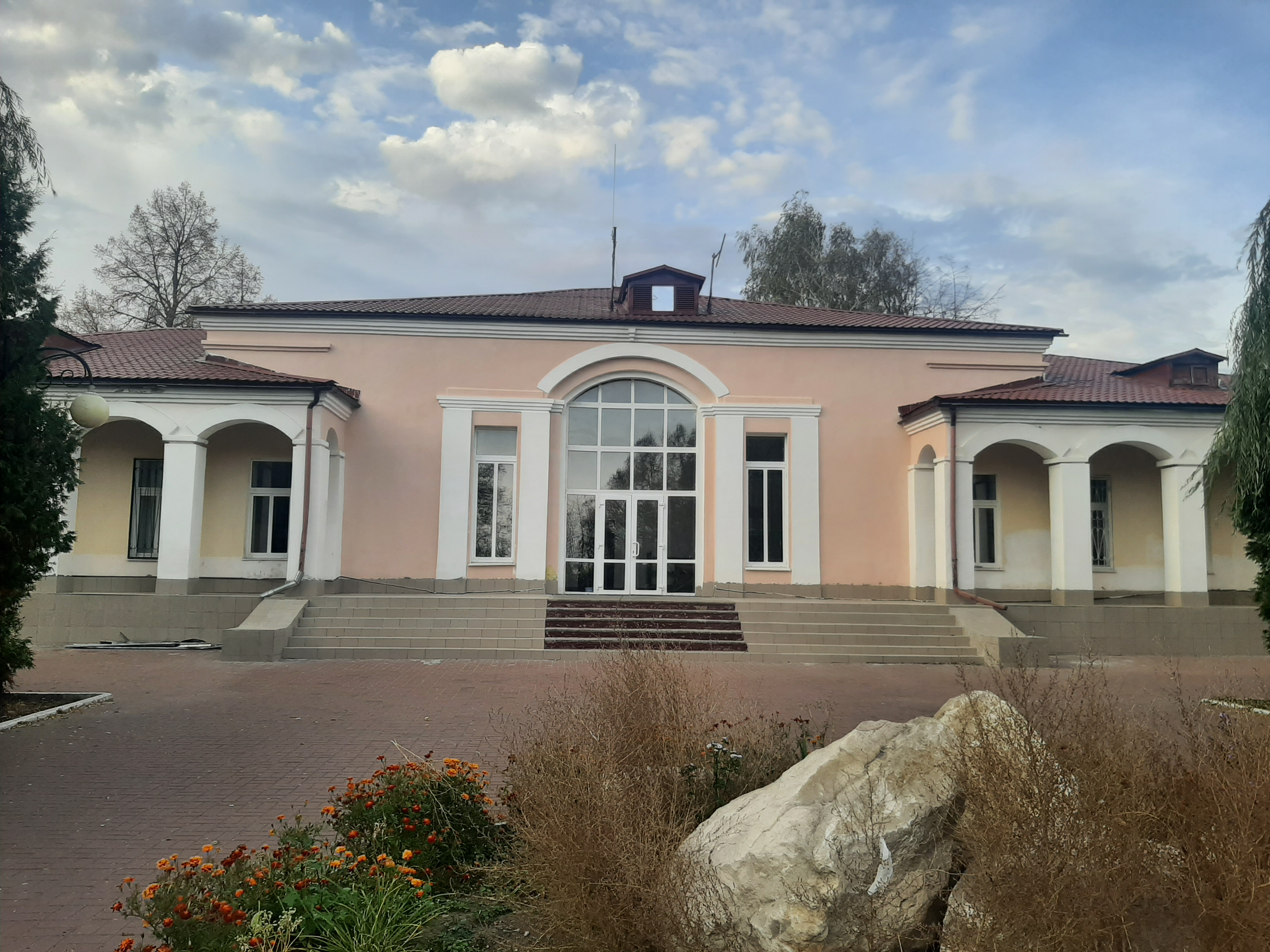
Вокзал ст. Чернь

Станция была открыта в 1868 году. В 1926 году здесь был учтен 31 двор.

## Население
Постоянное население составляло 83 человека (1926 год), 85 (русские 92 %) в 2002 году, 5 в 2010.

## Достопримечательности

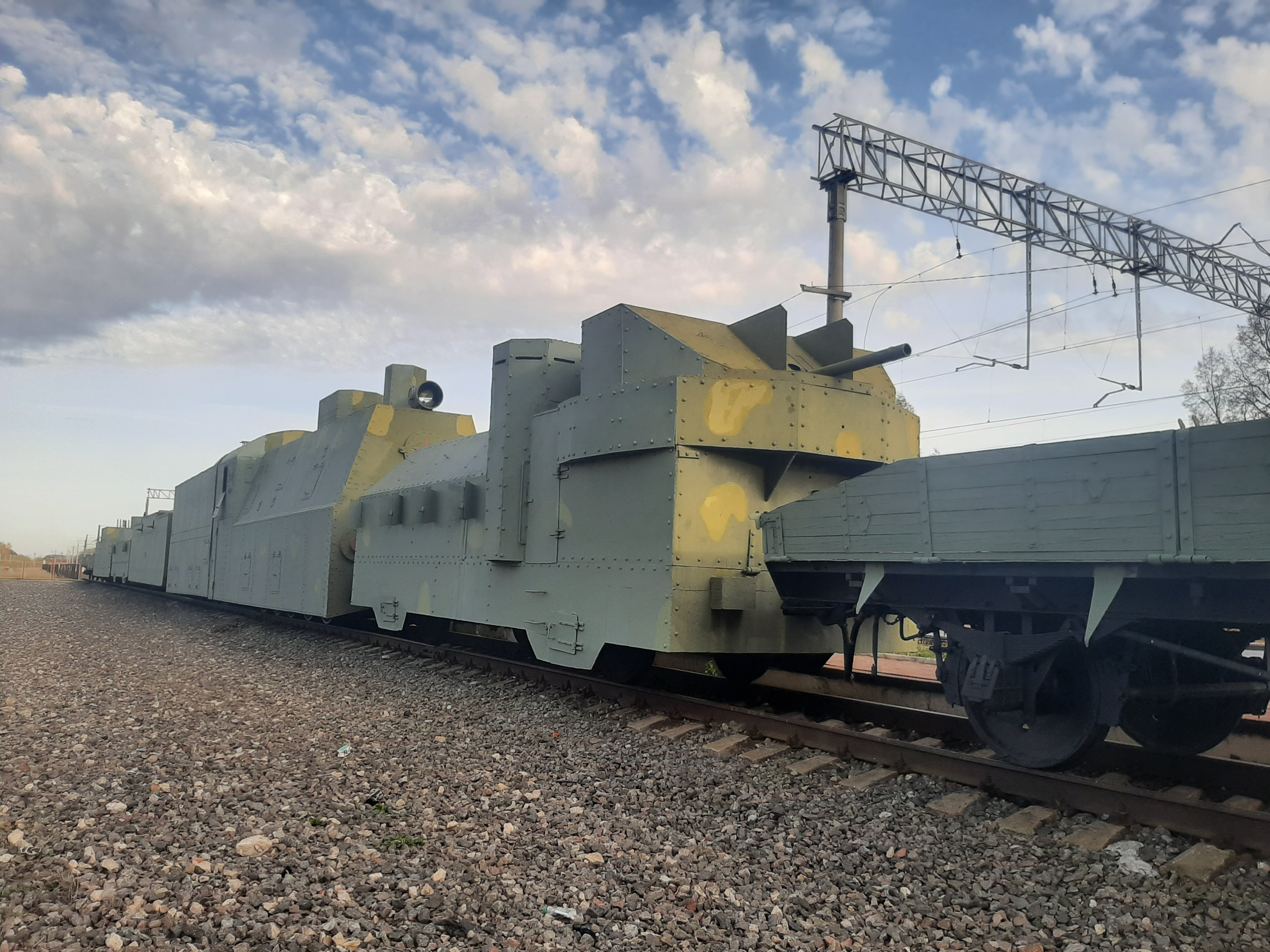

На станции стоит полноразмерный макет бронепоезда.